# Bayonet Point
Bayonet Point is een plaats (census-designated place) in de Amerikaanse staat Florida, en valt bestuurlijk gezien onder Pasco County.

## Demografie
Bij de volkstelling in 2000 werd het aantal inwoners vastgesteld op 23.577.

## Geografie
Volgens het United States Census Bureau beslaat de plaats een oppervlakte van
14,7 km², waarvan 14,5 km² land en 0,2 km² water.

## Plaatsen in de nabije omgeving
De onderstaande figuur toont nabijgelegen plaatsen in een straal van 16 km rond Bayonet Point.